# 吉永家的石像怪
《吉永家的石像怪》（日語：吉永さん家のガーゴイル），是日本作家田口仙年堂的輕小說作品、日向悠二負責插畫，並被改編为同名漫畫及電視動畫。

## 故事簡介
御色町是一個平凡又和平的小鎮，這裡住著一個特別的家族吉永家。有一天吉永家的女兒吉永雙葉抽中商店街的獎品。那個獎品就是一隻會說話的狗石像。就在這一天，吉永家和御色町的居民的生活變得多采多姿。本作品敘述了會說話的狗石雕像加古魯擔任吉永家的護衛為中心，與御色町的居民與商店街的故事。

## 登場人物

### 吉永家
加古魯（配音員：若本規夫（日本），何偉誠（香港））
名字取自「滴水嘴獸」，由賢者之石複製品做成的守門型自動石像，個性正直忠於守護吉永家跟所在小鎮的和平的任務，由於經驗缺乏、偶爾不知變通，也因此經常被雙葉踢飛出去。
具有一般物理攻擊破壞不了的身體，可以發出熱線電擊等多種攻擊和瞬間移動的能力。此外可以瞭解非人類的語言，除了人類外還常幫助動物。
隔壁的老奶奶給牠的鈴是唯一個人私有寶物。
吉永雙葉（配音員：齋藤千和（日本），周文瑛（香港））
吉永家的小女兒，跟她的大哥不同，是個集活潑、粗暴於一身的女孩。會使用各式各樣的摔角技，經常踢飛加古魯。
吉永和己（　配音員：宮田幸季（日本），黎景全（香港））
雙葉的大哥，但因為長得清秀的緣故，往往被誤認為女生，也常常被雙葉稱呼為「人妖」。曾被其他男生搭訕過。
爸（配音員：中國卓郎（日本），楊耀泰（香港））
不擅言詞，但是用行動比言語表達更明快的性格，決定的事就會堅持做下去，因為以拳交心而認識了媽媽。
媽媽（配音員：淺野琉璃（日本），鄧潔麗（香港））
外表可愛，一旦發怒卻往往使出狠招的可怕人物。是怪盜百色的迷，此外會使用炸彈摔巨人迴旋等技巧的非常識主婦。

### 其他
菊一文字（配音員：儀武祐子（日本），魏惠娥（香港））
御色町的野貓首領，頭上有個十字型的疤痕，在加古魯成為吉永家的守護者後，便奉其為老大。
高原伊代（配音員：桑島法子（日本），魏惠娥（香港））
御色町商店街中「兔轉舍」的老闆，對鍊金術頗有研究，加古魯就是她製造的。
真實年齡似乎是很嚇人的數字。
怪盜百色（配音員：千葉進步（日本），羅偉民（香港））
職業是個小偷，不過主要還是以偷些因不義所獲得的物品。常常會使用些魔術手段，來幫助其計畫的進行。
東宮天禰（　配音員：菊池正美（日本），郭俊廷（香港））
東宮集團旗下東宮電機的社長。
凱魯普（配音員：岡野浩介（日本），楊耀泰（香港））
名字取自「智天使」，東宮天禰以鍊金術所製作的守門型自動石像，外表為金黃色的獅子，雖然能與加古魯匹敵，但是還是差了一截。
漢米頓（配音員：家中宏（日本），楊耀泰（香港））
從英國來的鍊金術師，認為在加古魯內有傳說中的賢者之石，無所不用其極地想奪取、不惜利用自己的女兒。
梨梨·漢米頓（配音員：水樹奈奈（日本），魏惠娥（香港））
漢米頓的女兒，被父親當成鍊丹術的實驗品，在伊代治癒後由百色收養。
都拉漢（配音員：飯島肇（日本），郭俊廷（香港））
名字取自「無頭騎士」（Dullahan），漢米頓開發的機器人，為了要見到梨梨，擅自逃離研究所。
小野寺美森（配音員：稻村優奈（日本），鄧潔麗（香港））
雙葉的同學，溫柔善良、非常喜歡自己的愛犬愛巴力少尉。
小野寺滿男（配音員：岡野浩介（日本），楊耀泰（香港））
美森的父親，雙目失明，導盲犬愛巴力的主人。
愛巴力（配音員：飯島肇（日本），羅偉民（香港））
小野寺所養的導盲犬，有次看到戰爭片中的少尉就激動起來，而被稱作愛巴力少尉；後因逮捕小偷有功又升格為中尉。
石田歲三（配音員：：儀武祐子（日本），鄧潔麗（香港））
名字取自「石田散藥」和「土方歲三」，雙葉的同學，雖會鬥嘴但兩人是好朋友。
片桐林吾（配音員：青木強（日本），郭俊廷（香港））
縣立菜菜色高中戲劇社的社長，曾在一場小火災受加古魯所助，而後就與加古魯與和己建立起良好友情。
經過那場小火災後被加古魯稱為「燃燒的戲劇人」。
片桐桃（　配音員：藤田咲（日本），鄧潔麗（香港））
林吾的妹妹，有著與雙葉不一樣的柔順馬尾，性格明朗，有著心裡想什麼就說什麼的性格，擅長舞台統籌。
清川警官（配音員：風間勇刀（日本），郭俊廷（香港））
守護御色町治安的刑警，常以笑臉迎人、夢想有朝一日能逮捕怪盗百色。
希沙姆（配音員：中國卓郎（日本），楊耀泰（香港））
從埃及來的鍊金術師，雖說是鍊金術師，但研究的範圍是植物類，製造出歐西里絲。
歐西里絲（配音員：淺野琉璃（日本），鄧潔麗（香港））
名字取自「歐西里斯」，為希沙姆製造的強化植物，曾與加古魯交手，騷動過後也跟著加古魯一起守護御色町。
因為沒有聲帶，所以要藉由以手機傳簡訊給要溝通的人這種方式跟普通人對話。
佐佐尾婆婆（配音員：園崎未惠（日本），鄧潔麗（香港））
吉永家的鄰居，獨居，經常向雙葉贈送鹹饅頭。
加古魯曾經擊退企圖潛入佐佐尾家的小偷。

## 東宮家的石像怪
《東宮家的石像怪》（Gargoyle Alternative）是在《吉永家的石像怪》第10卷後所推出的短篇，兩者背景也位於同一時間軸，只是地點不同。
故事中亦出現一些主篇的登場人物，且有別於其小鎮情誼，則著重在鍊金術師與古科學者之間的對決。

### 登場人物
東宮光
在豬崎市租房子、經營萬事通工作室「鳥屋」的主角，但委託生意少，常為金錢問題煩惱。實為東宮天禰的姪女，18歲，東宮財團下任總裁東宮天人的獨生女，並由叔叔天禰教導鍊金術；因與家人觀念不合而獨自出來謀生。曾於製造加古魯時一直窩在地下室，中了隱形水銀的毒險喪命。
加古魯
小光用鍊金術製作的黑色鳥型自動機器人，模仿某小鎮史上最強守護者所取的名字、小名叫加助；常罵小光「大屁股」，也能瞭解非人類的語言。

## 出版書籍
吉永家的石像怪
| 卷數 | ENTERBRAIN     | ENTERBRAIN             | 台灣角川       | 台灣角川               |
| 卷數 | 發售日期       | ISBN                   | 發售日期       | ISBN                   |
| ---- | -------------- | ---------------------- | -------------- | ---------------------- |
| 1    | 2004年1月23日  | ISBN 4-7577-1701-6     | 2006年8月31日  | ISBN 986-174-128-3     |
| 2    | 2004年3月19日  | ISBN 4-7577-1788-1     | 2006年12月2日  | ISBN 986-174-202-6     |
| 3    | 2004年5月22日  | ISBN 4-7577-1871-3     | 2007年3月3日   | ISBN 978-986-174-288-5 |
| 4    | 2004年8月23日  | ISBN 4-7577-1967-1     | 2007年3月29日  | ISBN 978-986-174-311-0 |
| 5    | 2004年10月20日 | ISBN 4-7577-2033-5     | 2007年5月30日  | ISBN 978-986-174-364-6 |
| 6    | 2005年1月20日  | ISBN 4-7577-2133-1     | 2007年8月29日  | ISBN 978-986-174-398-1 |
| 7    | 2005年4月20日  | ISBN 4-7577-2251-6     | 2007年12月15日 | ISBN 978-986-174-519-0 |
| 8    | 2005年10月29日 | ISBN 4-7577-2488-8     | 2008年4月17日  | ISBN 978-986-174-644-9 |
| 9    | 2006年3月30日  | ISBN 4-7577-2663-5     | 2008年10月2日  | ISBN 978-986-174-819-1 |
| 10   | 2006年4月28日  | ISBN 4-7577-2742-9     | 2009年1月13日  | ISBN 978-986-174-968-6 |
| 11   | 2006年10月30日 | ISBN 4-7577-3000-4     | 2009年5月30日  | ISBN 978-986-237-088-9 |
| 12   | 2007年4月28日  | ISBN 978-4-7577-3503-3 | 2009年10月31日 | ISBN 978-986-237-309-5 |
| 13   | 2007年10月29日 | ISBN 978-4-7577-3793-8 | 2010年4月24日  | ISBN 978-986-237-597-6 |
| 14   | 2008年5月30日  | ISBN 978-4-7577-4230-7 | 2011年6月28日  | ISBN 978-986-287-155-3 |
| 15   | 2008年7月30日  | ISBN 978-4-7577-4333-5 | 2012年5月15日  | ISBN 978-986-287-709-8 |

東宮家的石像怪
| 卷數 | ENTERBRAIN    | ENTERBRAIN             | 台灣角川      | 台灣角川               |
| 卷數 | 發售日期      | ISBN                   | 發售日期      | ISBN                   |
| ---- | ------------- | ---------------------- | ------------- | ---------------------- |
| 1    | 2006年7月29日 | ISBN 4-7577-2866-2     | 2009年3月26日 | ISBN 978-986-237-034-6 |
| 2    | 2007年1月29日 | ISBN 978-4-7577-3325-1 | 2009年6月17日 | ISBN 978-986-237-123-7 |
| 3    | 2007年7月30日 | ISBN 978-4-7577-3631-3 | 2010年2月27日 | ISBN 978-986-237-511-2 |
| 4    | 2008年1月30日 | ISBN 978-4-7577-3978-9 |               |                        |
| ZERO | 2009年1月30日 | ISBN 978-4-7577-4648-0 |               |                        |

## 漫畫
漫畫版由玉岡負責作畫。
- 《吉永家的石像怪》：

在《Magi-Cu》雜誌Vol.12至22號連載結束後，後續於FB Online網路連載。單行本全1冊。
| 卷數 | ENTERBRAIN    | ENTERBRAIN         | 台灣角川       | 台灣角川               |
| 卷數 | 發售日期      | ISBN               | 發售日期       | ISBN                   |
| ---- | ------------- | ------------------ | -------------- | ---------------------- |
| 全   | 2006年3月31日 | ISBN 4-7577-2690-2 | 2006年11月22日 | ISBN 978-986-174-193-2 |

- 《吉永家的石像怪 Happy & Heartful》（吉永さん家のガーゴイル ハッピー&ハートフル）：2008年2月在FB Online網路連載。單行本全1卷。

2008年2月25日發售、ISBN 978-4-7577-4073-0（未代理）

## 電視動畫
原著改編的同名動畫，全13話。在播放時片尾曲畫面為下回預告，後在DVD版追加重新製作的片尾曲畫面與下回預告。
DVD商品附映像特典「和己夢遊仙境」（不思議の国の和己），全5幕。

### 製作人員
- 原作：田口仙年堂
- 企畫：森、鈴木篤志、岩川廣司
- 導演：鈴木行
- 系列構成、劇本：吉岡孝夫
- 人物原案：日向悠二
- 人物設計、總作畫監督：渡邊真由美
- 美術監督：ANI VILLAGE
- 美術設定：池田繁美
- 色彩設定：山口喜加
- 撮影監督：三品雄介
- 編集：本雅則
- 音響監督：飯塚康一
- 音樂：大谷幸
- 音樂製作：愛貝克思
- 製作人：赤堀悟、大宮三郎、高裕一郎
- 行政製作人：小林正樹
- 後期製作：大胡寬二
- 動畫製作人：光延青兒
- 動畫製作：TRINET ENTERTAINMENT、雲雀工作室
- 製作：御色町商店街（ENTERBRAIN、愛貝克思、TRINET ENTERTAINMENT、Happinet Pictures）

### 主題曲
片頭曲
作詞、作曲：Funta／編曲：Blues-T／歌：雙葉、梨梨、美森（齋藤千和、水樹奈奈、稻村優奈）
片尾曲
作詞：松井五郎／作曲：藤末樹、大谷奈津子／編曲：水谷廣實
歌：雙葉、梨梨、美森（第1話、第11 - 12話）／雙葉（第2、5、8話）／梨梨（第3、6、9話）／美森（第4、7、10話）
- （第13話）[2]

作詞、作曲：Funta／編曲：梅堀淳／歌：吉永雙葉

### 各話列表
| 話數 | 日文標題 | 中文標題               | 香港亞視標題           | 分鏡            | 演出                      | 作畫監督                                       |
| ---- | -------- | ---------------------- | ---------------------- | --------------- | ------------------------- | ---------------------------------------------- |
| 1    |          | 吉永家的一塊石頭       | 吉永家的石像           | 鈴木行          | 鈴木良成                  | 渡邊真由美 加納綾                              |
| 2    |          | 衝突！天使與惡魔       | 天使與魔鬼激鬥         | 鈴木良成 鈴木行 | 鈴木良成 松浦錠平         | 柳瀨讓二 SIGERU                                |
| 3    |          | 被偷走的少女           | 被偷走的少女           | 矢吹勉 鈴木行   | 矢吹勉、鈴木良成 松浦錠平 | 加納綾、渡邊真由美 竹上貴雄、小沼克介          |
| 4    |          | 鏡子照不出來的心       | 反映不到鏡中的心       | 岡本英樹        | 山崎友正                  | 網崎涼子、近藤高光 三浦貴弘、山形孝二          |
| 5    |          | 山的歌聲               | 山之歌聲               | 木村真一郎      | 高田昌弘                  | 渡邊真由美、近藤高光 竹上貴雄、小沼克介        |
| 6    |          | 再也聽不到妳的歌       | 不能再聽到妳的歌聲了   | 岡本英樹        | 松浦錠平                  | 加納綾 竹上貴雄                                |
| 7    |          | 眷戀梨梨的都拉漢       | 想念梨梨的杜拉漢       | 有富興二 鈴木行 | 齋藤德明 鈴木芳成         | 三浦貴弘、渡邊真由美 網崎涼子                  |
| 8    |          | 銀雪的加古魯           | 銀白色的加古魯         | 尼野浩正        | 山崎友正                  | 加納綾 尼野浩正                                |
| 9    |          | 怪盜梨梨               | 怪盜梨梨               | 阿藍隅史        | 矢吹勉、康村諒 鈴木芳成   | 竹上貴雄、山形孝二 阿藍隅史                    |
| 10   |          | 商店街狂想曲           | 商店街狂想曲           | 鈴木行          | 高田昌宏                  | 渡邊真由美 柳瀨讓二                            |
| 11   |          | 布偶牽的紅線           | 布娃娃牽的紅線         | 鈴木行          | 齋藤德明 山崎友正         | 加納綾、網崎涼子 竹上貴雄、渡邊真由美          |
| 12   |          | 夫妻吵架也是祭典的點綴 | 夫妻爭吵也可點綴節日   | 鈴木行          | 山崎友正                  | 竹上貴雄 貓部那智子                            |
| 13   |          | 在熱鬧的祭典中結束！   | 慶典很精彩，一切也完滿 | 鈴木行          | 鈴木芳成 鈴木行           | 渡邊真由美、加納綾 鎌田祐輔、竹上貴雄 小沼克介 |

### 播放電視台
日本深夜動畫：下文記載的日本国内播放時間使用日本標準時間（UTC+9）表示。因為部分時間标识會採用30小时制，因此請留意这类超过24:00的时间，其實際播放時間為翌日清晨。
| 播放地區   | 播放電視台     | 播放日期                       | 播放時間                 | 聯播網      |
| ---------- | -------------- | ------------------------------ | ------------------------ | ----------- |
| 千葉縣     | 千葉電視台     | 2006年4月1日 - 6月24日         | 星期六 26:05 - 26:35     | 獨立UHF系列 |
| 埼玉縣     | 埼玉電視台     | 2006年4月3日 - 6月26日         | 星期一 26:00 - 26:30     | 獨立UHF系列 |
| 神奈川縣   | 神奈川電視台   | 2006年4月3日 - 6月26日         | 星期一 26:15 - 26:45     | 獨立UHF系列 |
| 京都府     | 京都放送       | 2006年4月4日 - 6月27日         | 星期二 26:00 - 26:30     | 獨立UHF系列 |
| 東京都     | 東京都會電視台 | 2006年4月4日 - 6月27日         | 星期二 26:00 - 26:30     | 獨立UHF系列 |
| 兵庫縣     | SUN電視台      | 2006年4月4日 - 6月27日         | 星期二 26:05 - 26:35     | 獨立UHF系列 |
| 中京廣域圈 | 名古屋電視台   | 2006年4月12日 - 6月28日        | 星期三 27:08 - 27:38     | 朝日電視網  |
| 全國放送   | AT-X           | 2006年7月21日 - 10月13日       | 星期五 10:00 - 10:30     | 衛星电视    |
| 全國放送   | GyaO           | 2007年1月29日 - 3月12日        | 星期一 12:00更新         | 網路播放    |
| 全國放送   | CS GyaO        | 2008年1月10日 -                | 星期四 25:00 - 25:30     | 衛星电视    |
| 香港       | 本港台         | 2009年1月5日 - 2月16日         | 星期一、二 17:10 - 17:40 | 亞洲電視    |
| 臺灣       | Animax         | 2009年12月27日 - 2010年1月17日 | 星期日 14:00 - 16:00     |             |

（※名古屋電視台連播12、13話共1小時）

## 備註
1. ↑  . 博客來書籍館.   [2009-12-30]. （原始内容存档于2010-03-02）.
2. ↑  DVD及日本重播第13話結尾換成無字幕版本，再接上。

## 外部連結
- 吉永家的石像怪官方網站（日語）
- 吉永家的石像怪（愛貝克思） （页面存档备份，存于）（日語）
- 吉永家的石像怪中文官方網站（木棉花國際） （页面存档备份，存于）（繁體中文）